# Günter Krüger
Günter Krüger (ur. 10 stycznia 1953) – wschodnioniemiecki judoka.
Uczestnik mistrzostw świata w 1975 i 1979. Zdobył sześć medali na mistrzostwach Europy w latach 1974 - 1979. Mistrz Europy juniorów w 1973. Mistrz NRD w 1979, 1978, 1979 i 1980 roku.